# Alexander Wiktorowitsch Lukjanow
Alexander Wiktorowitsch Lukjanow (russisch Александр Викторович Лукьянов; * 19. August 1949 in Moskau) ist ein ehemaliger sowjetischer Ruderer, der nach 1992 für Russland antrat. Die sportliche Karriere des 1,60 m großen Steuermannes dauerte dreißig Jahre, in denen er unter anderem vier olympische Medaillen gewann.

## Sportliche Karriere
Lukjanow gewann seine erste internationale Medaille bei den Ruder-Europameisterschaften 1971, als er den Zweier mit Steuermann mit Nikolai Iwanow und Wladimir Jeschinow auf den dritten Platz hinter den Booten aus der DDR und aus der Tschechoslowakei steuerte. Zwei Jahre später, bei den Ruder-Europameisterschaften 1973, gewannen Iwanow, Jeschinow und Lukjanow Gold vor dem DDR-Boot und den Rumänen. Der sowjetische Zweier gewann auch den Titel bei den Ruder-Weltmeisterschaften 1974. 1975 stiegen alle drei Ruderer um in den Vierer mit Steuermann und gewannen den Titel bei den Weltmeisterschaften in Nottingham zusammen mit Alexander Klepikow und Alexander Sema. Im Jahr darauf siegte der russische Vierer mit Jeschinow, Iwanow, Klepikow, Michail Kusnezow und Lukjanow auch bei den Olympischen Spielen 1976 in Montreal, nachdem Kusnezow im Finale für Sema eingesprungen war.
Bei den Ruder-Weltmeisterschaften 1977 gewannen die fünf Olympiasieger vom Vorjahr hinter dem DDR-Boot die Silbermedaille mit dem sowjetischen Achter. In seiner Heimatstadt Moskau steuerte Lukjanow bei den Olympischen Spielen 1980 den Zweier mit Wiktor Perewersew und Gennadi Krjutschkin ebenfalls zur Silbermedaille hinter dem Boot aus der DDR. In der gleichen Besetzung belegte der Zweier den sechsten Platz bei den Ruder-Weltmeisterschaften 1981.
Nach einer längeren Pause nahm Lukjanow 1987 wieder an Weltmeisterschaften teil, er belegte mit dem Achter den siebten Platz. Im Jahr darauf gewann der von Lukjanow gesteuerte sowjetische Achter hinter dem Deutschland-Achter die Silbermedaille bei den Olympischen Spielen in Seoul.
Nach Auflösung der Sowjetunion trat Lukjanow bei den Olympischen Spielen 1996 mit dem russischen Achter an und gewann die Bronzemedaille hinter dem niederländischen Achter und dem Deutschland-Achter. Bei den Ruder-Weltmeisterschaften 1998 belegte Lukjanow mit dem Achter den vierten Platz. Im Jahr darauf erreichte Lukjanow bei den Ruder-Weltmeisterschaften 1999 in zwei Bootsklassen das Finale, nach einem sechsten Platz im Zweier gewann er im Achter die Bronzemedaille. Bei seinem fünften Olympiastart 2000 in Sydney gewann Lukjanow erstmals keine Medaille, er belegte mit dem Achter den neunten Platz. Auch bei seinem letzten großen internationalen Auftritt bei den Ruder-Weltmeisterschaften 2001 erreichte Lukjanow kein A-Finale mehr, er belegte den siebten Platz im Zweier und den achten Platz im Achter.